# Sala de Operaciones de los Revolucionarios Libios
La Sala de Operaciones de los Revolucionarios Libios (SORL) (en árabe: غرفة عمليات ثوار ليبيا‎: غرفة عمليات ثوار ليبيا) es un grupo armado leal a Nouri Abusahmain. Ha sido declarado una organización terrorista por el parlamento libio. Está fuertemente implicado en la segunda guerra civil libia.
La SORL fue establecido en 2013 por Nouri Abusahmain, quién recientemente había sido elegido presidente del Congreso General de la Nación. Formó el SORL al unir existentes milicias bajo su orden. Su tarea oficial era para mantener el orden en Trípoli. Él fue presuntamente responsable de la apropiación indebida de 900 millones de Dinares libios (EE. UU. $720 millones) al beneficio del SORL, pero esto no fue investigado pues Abusahmain suprimió la investigación. Pronto después de ser formado, el SORL intentó un golpe islamista cuándo el grupo secuestró al primer ministro Ali Zeidan en octubre de 2013. El SORL más tarde instaló una rama en Bengasi, supuestamente para tratar la seguridad de la deteriodada situación.

## Historia

### Formación y secuestrando de Primer ministro Ali Zeidan
El SORL fue creado en la caída de 2013 por CGN Presidente Nouri Abusahmain, quién les encargó la seguridad de Trípoli. El SORL era más tarde implicado en el secuestro de Primer ministro Ali Zeidan el 10 de octubre, acusado de corrupción. Zeidan fue rescatado más tarde el mismo día después de que el edificio donde el SORL le mantenía estuvo rodeado por una mezcla de manifestantes locales y pro-Zeidan milicias.

### Intentos a disestablish
El 27 de octubre de 2013, Zeidan los seguidores anduvieron fuera de un CGN sesión en protestar a últimos cambios de minuto al orden del día hecho por Abusahmain. En los cambios Abusahmain canceló una petición por CGN miembros a disestablish el SORL , y también canceló una petición para establecer un comité para investigar la asignación por Abusahmain de 900 millones de Dinares libios ($720 millones) al SORL y varias otras milicias. El CGN los miembros habían reclamado que las asignaciones hicieron por Abusahmain había sido contra CGN reglas.
El 3 de noviembre de 2013, el CGN votó para retirar el SORL mandato para proporcionar seguridad para Trípoli. En respuesta al voto SORL las fuerzas rodearon el edificio donde el CGN conocía en un intento de intimidar miembros del CGN. En un compromise voto el CGN apalabró mantener el SORL mandato para Trípoli, en los plazos que el SORL estuvo traído bajo el control del Jefe General de Personal de las Fuerzas Armadas.